# Hydrospeed

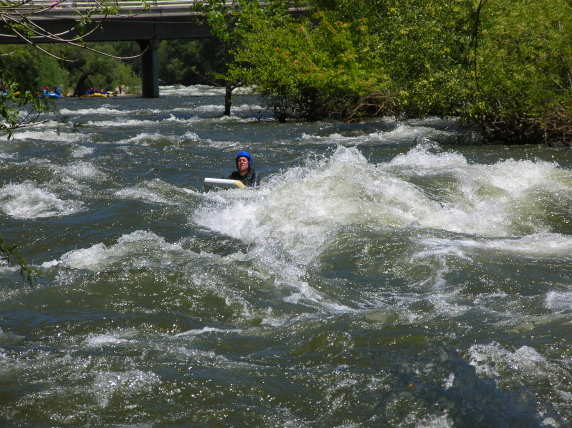
Sjíždění kalifornské řeky Kern při průtoku asi 113 m^{3}/sec

Hydrospeed je nový boardový sport, při němž se ke sjíždění řek používá speciální plastový plovák či „prkno“, na němž vodák leží. Dotyčný je přitom v přímém kontaktu s vodou a vlnami. Plovák se řídí náklonem a ploutvemi na vodákových nohou, jež slouží i k jeho pohánění.
Tento sport, který se v Evropě nazývá převážně hydrospeed, je v anglicky mluvících zemích nazýván riverboarding či, především na Novém Zélandu, 
white-water sledging. Záleží to na typu použitého plováku.

## Historie
Riverboarding se údajně zrodil koncem 70. let minulého století ve Francii. Skupina tamějších rafťáků naplnila jutové poštovní pytle záchrannými vestami a pustila se na nich do peřejí. Záhy se objevily individualizované verze plováků z umělé hmoty. V druhé polovině 80. let došlo v Kalifornii ke zvětšení a zesílení plováku a k jeho opatření úchyty. 
V Evropě byl z bezpečnostních důvodů (předcházení zraněním způsobeným při kolizích) a kvůli redukci hmotnosti vyvinut plovák z tvrdé pěny a plastu, takzvaný hydrospeed.

## Současnost
Popularita tohoto sportu stále roste a s tím kráčí ruku v ruce i vývoj nových plováků. 
Využití hydrospeedu je poměrně široké, od rekreačního přes komerční až po záchranu v rychle tekoucích řekách.